# لیا دی لئو
لیا دی لئو (ایتالیایی: Lia Di Leo؛ ‏ ۱۷ اوت ۱۹۳۱ – ۱۵ دسامبر ۲۰۰۶) بازیگر و مدل اهل ایتالیا بود. وی پس از بازنشستگی، در آمریکا به کار مجسمه‌سازی مشغول بود..
از فیلم‌ها یا برنامه‌های تلویزیونی که وی در آن نقش داشته است، می‌توان به کجا می‌روی و گوشواره‌های مادام… اشاره کرد.